# Kirchenkreis Uelzen
Der Evangelisch-lutherische Kirchenkreis Uelzen liegt im Nordosten Niedersachsens. Amtssitz ist die Stadt Uelzen. Der Kirchenkreis Uelzen umfasst 28 Kirchengemeinden, erstreckt sich über 1453,88 km² und ist fast deckungsgleich mit dem Landkreis Uelzen. Er gehört zu dem Sprengel Lüneburg der Evangelisch-lutherischen Landeskirche Hannovers.

## Regionen
Region Nord
1. Altenmedingen (Aljarn, Bohndorf, Bostelwiebeck, Eddelstorf, Vorwerk)
2. Bad Bevensen (Bruchtorf, Emmendorf, Tätendorf-Eppensen, Groß Hesebeck, Heitbrack, Jastorf, Jelmstorf, Klein Bünstorf, Klein Hesebeck, Nassennottorf, Röbbel, Sasendorf, Secklendorf, Walmstorf)
3. Bienenbüttel (Bardenhagen, Beverbeck, Eitzen I, Grünhagen, Hohenbostel, Niendorf, Rieste, Steddorf, Wulfstorf)
4. Himbergen (Almstorf, Boecke, Brockhimbergen, Groß Malchau, Groß Thondorf, Hagen, Hohenzethen, Kettelstorf, Klein Thondorf, Rohrstorf, Stoetze, Strothe, Testorf, Weste)
5. Medingen (Schweizerhof)
6. Römstedt (Drögenottorf, Gollern, Höver, Masbrock, Niendorf I)
7. Wichmannsburg (Bargdorf, Hohnstorf, Edendorf, westlicher Teil Bienenbüttels)

Region West
1. Barum-Natendorf (Hohenbünstorf, Hoystorf, Tätendorf, Vinstedt)
2. Ebstorf (Altenebstorf, Haarstorf, Linden, Melzingen, Oetzfelde, Stadorf, Wessenstedt, Wittenwater)
3. Eimke (Brambostel, Dreilingen, Ellerndorf, Wichtenbeck)
4. Gerdau (Bargfeld, Barnsen, Böddenstedt, Bohlsen, Groß Süstedt, Hansen, Holthusen II, Klein Süstedt, Niebeck)
5. Hanstedt I (Allenbostel, Bode, Brauel, Eitzen II, Velgen)
6. Holdenstedt (Borne, Holxen)
7. Suderburg (Bahnsen, Hamerstorf, Hössering, Räber)
8. Wriedel (Arendorf, Brockhöfe, Holthusen I, Lintzel, Lopau, Schatensen, Wettenbostel, Wulfsode)

Region Mitte
1. Kirchweyhe-Westerweyhe
2. Oldenstadt (Groß Liedern, Klein Liedern, Mehre, Tatern, Woltersburg)
3. St. Johannis
4. St. Marien
5. St. Petri
6. Veerßen

Region Süd-Ost
1. Bad Bodenteich (Abbendorf, Bomke, Flinten, Häcklingen, Heuerstorf, Kattien, Langenbrügge, Lüder, Reinstorf, Röhrsen, Schafwedel, Schostorf, Soltendieck, Thielitz)
2. Lehmke-Wieren (und Alte Kirche Wieren) (Emmern, Kahlstorf, Könau, Krötze, Ostedt)
3. Molzen (Masendorf, Oetzen, Oetzendorf)
4. Nettelkamp (mit Stederdorf) (Drohe, Esterholz, Kallenbrock, Klein Bollensen, Nienwohlde, Stadensen, Stederdorf, Wrestedt)
5. Rätzlingen (Hanstedt II, Rassau, Riestedt, Schlieckau, Stöcken)
6. Rosche (Bankewitz, Borg, Bruchwedel, Dörmte, Göddenstedt, Hohenweddrien, Jarlitz, Katzien, Molbath, Nateln, Polau, Schmölau, Schwemlitz, Stütensen, Süttorf, Teyendorf, Zarenthien)
7. Suhlendorf (Batensen, Bockhold, Dallahn, Dalldorf, Ellenberg, Grabau, Güstau, Kölau, Meußließen, Nestau, Növenthien, Wellendorf)

## Kirchengemeinden
| Ort                 | Kirchengemeinde        | Kirche                  | Baujahr             | Pfarramt       | Bild                                             | Lage |
| ------------------- | ---------------------- | ----------------------- | ------------------- | -------------- | ------------------------------------------------ | ---- |
|                     |                        |                         |                     |                |                                                  |      |
| Altenmedingen       | Altenmedingen          | St.-Mauritius-Kirche    | 13. Jahrhundert     | Bienenbüttel   | Kirche                                           | Lage |
| Bad Bevensen        | Bad Bevensen           | Dreikönigskirche        | 1025                | Bad Bevensen   | Kirche                                           | Lage |
| Bad Bodenteich      | Bad Bodenteich         | St. Petri               | 1323                | Bad Bodenteich | St. Petri-Kirche Bad Bodenteich von Südosten her | Lage |
| Barum               | Barum-Natendorf        | St.-Georgs-Kirche       | 13.–14. Jahrhundert | Barum          | Kirche                                           | Lage |
| Bienenbüttel        | Bienenbüttel           | St. Michaelis           | 12.–13. Jahrhundert | Bienenbüttel   | Bienenbüttel – St. Michaelis                     | Lage |
| Ebstorf             | Ebstorf                | St. Mauritius           | 14. Jahrhundert     | Ebstorf        | Kirche                                           | Lage |
| Eimke               | Eimke                  | St.-Marien-Kirche       | 14. Jahrhundert     | Gerdau         | Kirche                                           | Lage |
| Gerdau              | Gerdau                 | St. Michaelis           | 10. Jahrhundert     | Gerdau         | Kirche                                           | Lage |
| Hanstedt I          | Hanstedt I             | St. Georg               | 980                 | Hanstedt I     | Kirche                                           | Lage |
| Himbergen           | Himbergen              | St. Bartholomäus        | 1842                | Himbergen      | Kirche                                           | Lage |
| Holdenstedt         | Holdenstedt            | St. Nicolai             | 1690                | Uelzen         | Kirche                                           | Lage |
| Kirchweyhe (Uelzen) | Kirchweyhe/Westerweyhe | St. Georg               | 1830                | Uelzen         | Georgskirche zu Kirchweyhe Uelzen                | Lage |
| Lehmke              | Lehmke-Wieren          | St. Dionys              | 1350                | Wrestedt       |                                                  | Lage |
| Medingen            | Medingen               | St. Mauritius           | 1782                | Bad Bevensen   | Kirche                                           | Lage |
| Molzen              | Molzen                 | Marienkirche            | 1854                | Uelzen         |                                                  | Lage |
| Natendorf           | Barum-Natendorf        | Kirche zu Natendorf     | 1791                | Barum          | Kirche                                           | Lage |
| Nettelkamp          | Nettelkamp-Stederdorf  | St.-Martins-Kirche      | 11.–12. Jahrhundert | Wrestedt       | Kirche                                           | Lage |
| Oldenstadt          | Oldenstadt             | St. Johannes der Täufer | 973/74              | Uelzen         | Kirche                                           | Lage |
| Rätzlingen          | Rätzlingen             | St.Vitus                | 1840                | Rosche         | Kirche                                           | Lage |
| Römstedt            | Römstedt               | Matthäus-Kirche         | 15. Jahrhundert     | Himbergen      | Kirche                                           | Lage |
| Rosche              | Rosche                 | St. Johannes            | 13.–14. Jahrhundert | Rosche         | Kirche                                           | Lage |
| Suderburg           | Suderburg              | St.-Remigius-Kirche     | 1753                | Suderburg      | Kirche                                           | Lage |
| Suhlendorf          | Suhlendorf             | Marienkirche Suhlendorf | 1142                | Uelzen         | Kirche                                           | Lage |
| Uelzen              | Uelzen                 | St. Johannis            | 1960                | Uelzen         | Kirche                                           | Lage |
|                     |                        | St. Marien              | 1292                | Uelzen         | St.-Marien-Kirche Uelzen                         | Lage |
|                     |                        | St. Petri               | 1958                | Uelzen         | St.-Petri-Kirche Uelzen1                         | Lage |
| Veerßen             | Veerßen                | St. Marien              | 1300                | Uelzen         | St-Marien-Kirche Veerßen                         | Lage |
| Wichmannsburg       | Wichmannsburg          | St.-Georgs-Kirche       | 10.–12. Jahrhundert | Bienenbüttel   | Kirche                                           | Lage |
| Wieren              | Lehmke-Wieren          | St. Jakobus             | 14. Jahrhundert     | Wieren         | Wieren – St Jakobus 02 ies                       | Lage |
| Wriedel             | Wriedel                | Suidbert-Kirche         | 1325                | Wriedel        | Kirche                                           | Lage |

## Pröpste
Die Superintendenten, die den Kirchenkreis Uelzen leiten, sind zugleich immer Inhaber der 1. Pfarrstelle der Uelzener St. Marien-Kirche. Sie tragen den traditionellen (vorreformatorischen) Titel „Propst“, haben aber rechtlich die gleiche Stellung wie andere Superintendenten der hannoverschen Landeskirche.
1. 1529–1560 Johann Heinrich Wenmaring
2. 1560–1565 Walter Höcker
3. 1566–1595 Johannes Bergmann
4. 1595–1612 Otto Ziegenmeyer
5. 1612–1627 Hector Conradus
6. 1627–1635 Heinrich Varenius
7. 1635–1638 Johannes Burmeister
8. 1639–1662 Heinrich Cregel
9. 1663–1669 Wilhelm Johann Schowart
10. 1670–1677 Henning Benthem
11. 1679–1702 Johann Ernst Stille
12. 1703           Gerhard Balthasar Falkenhagen
13. 1704–1710 Hinrich Ludolf Benthem
14. 1710–1721 Lucas Bacmeister
15. 1721–1742 Ludolph Justus Busmann
16. 1743–1783 Johann Christian Zimmermann
17. 1784–1803 Werner Georg Ludwig Dröhnewolf
18. 1804–1816 Anton Philipp Justus Reiche
19. 1817–1819 Carl Johann Conrad Wyneken
20. 1819–1837 Friedrich Conrad Theophil Koeler
21. 1837–1850 Justus Günther Eduard Leopold
22. 1852–1857 Arnold Hölty
23. 1858–1872 Georg August Wilhelm Oberdieck
24. 1873–1898 Joseph David Conrad Beer
25. 1898–1926 Carl Valentin Hermann Ernst Baustaedt
26. 1926–1947 Friedrich Wilhelm von Issendorff
27. 1947–1960 Arnold Dietrich Wilhelm Ernst Strasser
28. 1961–1980 Kurt Werner Ahnert
29. 1980–1993 Jan Caspar David Sachau
30. 1993–2000 Hans-Wilhelm Hube
31. 2000–2009 Wolf Dietrich von Nordheim
32. 2010–0000 Jörg Hagen

## Benachbarte Kirchenkreise
- Kirchenkreis Lüneburg (nördlich)
- Kirchenkreis Lüchow-Dannenberg (östlich)
- Kirchenkreis Salzwedel (östlich) (Evangelische Kirche in Mitteldeutschland)
- Kirchenkreis Wolfsburg-Wittingen (südlich)
- Kirchenkreis Celle (südwestlich)
- Kirchenkreis Soltau (westlich)